# Mughiphantes bicornis
Mughiphantes bicornis Tanasevič & Saaristo, 2006 è un ragno appartenente alla famiglia Linyphiidae.

## Etimologia
Il nome proprio della specie deriva dal latino bicornis, cioè dal doppio corno e si riferisce alle due escrescenze dorsali posteriori del cymbium

## Caratteristiche
L'esemplare maschile ha lunghezza totale 2,00 mm; il cefalotorace è lungo 0,88 mm x 0,73 mm.

## Distribuzione
La specie è stata rinvenuta nel Nepal: L'olotipo maschile è stato reperito in un pascolo a nordovest di Yamputhin (o Yamfudin), nel Distretto di Taplejung; alcuni paratipi femminili sono stati rinvenuti nei pressi del passo Deorali (Distretto di Taplejung) a 3400 metri di altitudine

## Tassonomia
Al 2013 non sono note sottospecie e non sono stati esaminati nuovi esemplari dal 2006.